# The Fighting Marines
The Fighting Marines ist ein 12-teiliges US-amerikanisches Serial von 1935 mit Science-Fiction-Elementen, in dem US Marines im Pazifik gegen eine Piratenbande und ihren geheimnisvollen Anführer Tiger Shark (Tigerhai) kämpfen.

## Weitere technische Daten
- Tricktechnik: Theodore und Howard Lydecker (Lydecker brothers)
- Trickkamera: Bud Thackery
- Erstaufführung: 23. November 1935
- Technische Beratung: Franklin Adrion, Reserveoffizier des USMC

## Handlung
Vorspann:
On Land or Sea in polar night
Or sweltering, tropic scenes
Where e´er there´s fighting
You will find U.S. Marines
Corporal Larry Lawrence und Sergeant Mack McGowan sind mit Sergeant William Schiller befreundet und in einem nicht näher bezeichneten spanischsprachigen Land Zentralamerikas oder der Karibik auf der Jagd nach Banditen. Die Banditen tragen allerdings Uniformen und werden von einem Hauptmann  (capitán) geführt, der wiederum einem geheimnisvollen Führer dient.
Die Banditen haben Schiller entführt, um ihm das Geheimnis seiner Erfindung, einem Kreiselkompass (gyro compass), zu entreißen. Durch eine List und den Einsatz von Handgranaten gewinnen die Marines den Kampf und befreien Schiller; die Banditen ergeben sich. Die Marines kehren mit einem Dampfer in die USA zurück.
Marine-Oberst Bennett plant im Pazifik auf Half Way Island eine Landebahn zu errichten. Allerdings verschwinden alle Flugzeuge, die das Marine Corps dorthin entsandt hat. Lawrence und McGowan fliegen zur Insel und stellen fest, dass das Eiland von einem Verbrecher namens Tiger Shark kontrolliert wird, der dort ein Versteck für seine Piratenbande besitzt. Die Insel wird von Eingeborenen bewohnt, die unter seiner Herrschaft stehen.
Der Tigerhai sieht in Schillers Kompass eine Gefahr für die Position seiner Insel und versucht mit allen Mitteln, in dessen Besitz zu gelangen. Er besitzt in einem Warenhaus einen Stützpunkt in der Nähe der Kaserne der Marines und hat Kontakt zu einem Wissenschaftler, der für ihn hochmoderne technische Geräte wie eine Strahlenkanone (radio gravit gun) mit einer Reichweite von einer halben Meile und einen Hubschrauber konstruiert. Der Tigerhai tritt nur in einer Fliegerlederjacke und einem Helm mit Maske auf. Er fliegt sowohl den Hubschrauber als auch andere Flugzeuge und attackiert die Marines aus der Luft mit einer Maschinenpistole und Bomben.
Bei der Jagd nach dem Hai werden die beiden Marines von Frances Schiller, Sergeant Schillers Schwester, unterstützt. Ihr Bruder wird von Killern des Hais in einem Krankenhaus umgebracht, die Mörder hinterlassen an Schillers Hals eine Art Tätowierung in der Gestalt eines Haies.
Lange Zeit haben die Marines den Verdacht, dass Buchanan, der Besitzer der Schifffahrtslinie Oriental Navigation Co., der Tigerhai ist. Schließlich stellt sich jedoch heraus, dass der Messediener (mess boy) von Oberst Bennett, Kota, der Tigerhai ist, da Buchanan in Colonel Bennetts Büro mit Bennetts Revolver umgebracht wird, zu dem nur Kota Zugang hat.
Auf Half Way Island kommt es in der Schatzhöhle der Piraten zum Showdown zwischen dem Hai und den beiden Helden. Dabei fällt durch den Schuss eines Piraten eine Büchse mit Nitroglyzerin um. Ihre Explosion tötet den Tigerhai. Lawrence und McGowan wird für ihre Tapferkeit das Navy Cross verliehen.

## Kapitel
1. Human Targets
2. Isle of Missing Men
3. The Savage Hoard
4. The Mark of the Tiger Shark
5. The Gauntlet of Grief
6. Robber's Roost
7. Jungle Terrors
8. Siege of Halfway Island
9. Death from the Sky
10. Wheels of Destruction
11. Behind the Mask
12. Two Against the Horde

## Dramaturgie, Musik
Das Serial ist ein Buddy-Film in klassischer Cliffhangermanier. Die „Cliffs“ sind jedoch unecht, da zu Beginn einer neuen Episode nicht die Szenen wiederholt werden, die die Protagonisten in der vorherigen Episode in einer scheinbar aussichtslosen Situation zeigen.
Durch Verwendung von bereits gedrehten Szenen, die in den folgenden Episoden ausgiebig als Rückblenden nochmals verwendet werden, sparte Mascot erheblich an Produktionskosten. Die Serie ist sehr actionbetont und geprägt von zahlreichen Verfolgungsfahrten und Schlägereien. Die Einwohner von Half Way Island werden als barbarische Horde inszeniert und auch als solche bezeichnet.
Die Titelmelodie ist der 1888 von John Philip Sousa komponierte populäre Marsch Semper Fidelis.
Obwohl in der Handlung ständig schwere Straftaten begangen werden, wird nie die Polizei eingesetzt, sondern die Marines handeln nur im Auftrag von Oberst Bennett.

## Zeitgenössischer Produktionshintergrund
Kurz vor der Produktion waren die Marines nach jahrelanger Besatzungsherrschaft im Kontext der Bananenkriegen aus Nicaragua und der Dominikanischen Republik abgezogen worden, worauf sich der erste Teil der ersten Episode bezieht. Mit Kota wird als Schurke ein Asiate inszeniert, der offensichtlich Japan repräsentieren soll.

## Trivia
- Der Name Half Way Island leitet sich offensichtlich von der Insel Midway ab.

- Der technische Berater, Frank Adreon, verfasste anschließend auch Drehbücher für die Serials S.O.S. Coast Guard und The Fighting Devil Dogs, die in der United States Coast Guard und im Marine Corps spielen.